# Messaoudi Emina
Messaoudi Emina (Győr, 1992. március 18. –) magyar színésznő.

## Életpályája
Szülővárosában a Krúdy Gyula Gimnáziumban érettségizett. 2013–2018 között a Színház- és Filmművészeti Egyetem prózai színész hallgatója volt. 
Osztályfőnökei Zsámbéki Gábor és Fullajtár Andrea. Az egyetem után a szabadúszást választotta, rendszeresen láthatjuk különböző független produkciókban.
Férje Kenéz Ágoston színész.

## Filmes és televíziós szerepei
- Tóth János (2018) ...Turista
- Ízig-vérig (2019) ...Zsuzsi, csaj a büféskocsinál
- Bátrak földje (2020) ...Baba fiatalon
- A tanár (2020) ...Szakácsnő
- Háttérzene szorongáshoz (2021) ...Pszichológus
- Angyaltrombiták (2023) ...Ramóna
- …a szomszéd tehene (2024) ...Terézia

## Díjai, elismerései
- Smeraldina – díj, a Vidor Fesztivál legjobb női epizódalakítása (2020)
- Máthé Erzsi Alapítvány díja (2018)[6]